# Areticulata leucosideae
Areticulata leucosideae là một loài bướm đêm duy nhất trong chi Areticulata, họ Nepticulidae, được tìm thấy ở Nam Phi.
Ấu trùng ăn Leucosidea sericea. Chúng có thể ăn lá nơi chúng làm tổ.